# Lobizon
Genre
Lobizon est un genre d'araignées aranéomorphes de la famille des Lycosidae.

## Distribution
Les espèces de ce genre sont endémiques d'Argentine.

## Liste des espèces
Selon World Spider Catalog (version 17.0, 12/04/2016) :
- Lobizon corondaensis (Mello-Leitão, 1941)
- Lobizon humilis (Mello-Leitão, 1944)
- Lobizon minor (Mello-Leitão, 1941)
- Lobizon ojangureni Piacentini & Grismado, 2009
- Lobizon otamendi Piacentini & Grismado, 2009

## Étymologie
Le "Lobizón" est l'équivalent argentin du loup-garou, sa légende est très populaire dans les zones rurales du pays. C'est une allusion aux araignées-loups.

## Publication originale
- Piacentini & Grismado, 2009 : Lobizon and Navira, two new genera of wolf spiders from Argentina (Araneae: Lycosidae). Zootaxa, no 2195, p. 1-33. DOI : https://doi.org/10.11646/zootaxa.2195.1.1.